# Hugo Savinovich
Hugo Savinovich (nascido em 15 de Fevereiro de 1959) é um ex-lutador de wrestling profissional equatoriano e atualmente um dos comentaristas em espanhol da WWE; ele é o comentarista assistente de Carlos Cabrera e ocasionalmente Marcelo Rodríguez. Quando ele trabalha com Rodríguez, ele é o comentarista principal e anunciador.
Ele foi marido da wrestler feminina Wendi Richter. Ele é atualmente marido de uma mulher chamada Diana e eles tem dois filhos: Giovanni e Genaro. Um dos mais famosos incidentes envolvendo Savinovich foi na WrestleMania XIX, quando ele recebeu um chair shot de Hulk Hogan, em sua luta com Mr. McMahon.